# Hyalonema crassipinulum
Hyalonema crassipinulum är en svampdjursart som beskrevs av Lendenfeld 1915. Hyalonema crassipinulum ingår i släktet Hyalonema och familjen Hyalonematidae. Inga underarter finns listade i Catalogue of Life.